# 赤渕蓮
赤渕 蓮（あかふち れん、12月1日 - ）は、日本のAV女優。ジールグループ所属。

## 略歴・人物
2017年2月、アダルトビデオメーカー・ミニマムの専属女優としてデビューしたロリ系の巨乳AV女優。
AV女優となった大きな理由の一つは、自身のフェラチオを否定されたことから、経験を積んでフェラチオを上達させたかったからだと話している。
2018年7月、所属事務所をジールグループに移し「赤渕蓮（あかふち れん）」に改名。

## 出演作品

### アダルトDVD

#### 「ひなみれん」名義
2017年
- 独占新人。 地方で見つけた。 天然記念巨乳。 ひなみれん 148cm パイパン（2月13日、ミニマム）
- 仲良し姪っ子バスタイム。 勃起が収まらない。 ひなみれん 無毛（3月13日、ミニマム）
- 勃起をさせて笑みを浮かべる。 痴女っ子ローリータ。 れん（4月25日、ミニマム）
- ちびちびランジェリー ひなみれん つるつる（5月19日、ミニマム）
- 巨乳っ子つるつるソープランド。（6月19日、ミニマム）
- 校則を守れない生徒たち。 理不尽な三者面談。（7月19日、ミニマム）
- 帯上の隠せないふくらみ。 浴衣の巨乳娘。 やりっぱなし3本番。 ひなみれん 肌色無毛（8月19日、ミニマム）
- 衝撃の解禁。 人生初めてのお尻セックス。 ひなみれん パイパン（10月1日、ミニマム）
- 豊満巨乳な幼馴染が父親に寝取られ種付けプレスされていた（11月7日、ダスッ!）
- 時間停止おっぱいモミモミ学園 2 強制解除で絶叫パニック中出しレ×プ（12月1日、OPPAI）
- 秘境、炉利巨乳村。（12月1日、キチックス）
- 幼なじみに久しぶりに会ったら地味なのにとても発育したおっぱいデカ実ちゃんで淫乱ビッチになっていたギャップに驚愕した件についてお話させてください。（12月8日、FIRST STAR）
- 巨乳女子校生とゲス不倫中出し旅行 「嫁と子供には悪いと思ってます」（12月19日、キチックス）
- 容赦無き調教奴隷イラマチオ 〜犯される喉奥。無慈悲な最凶腰振りで泣き崩れる女達〜（12月22日、SEX Agent）
- 臭い!汚い!ちんかす掃除フェラチオ 〜犯される喉奥。無慈悲な最凶腰振りで泣き崩れる女達〜（12月22日、SEX Agent）

2018年
- Mごっくんエンジェル（1月1日、エムズビデオグループ）
- 微笑む口便器（1月5日、ワープエンタテインメント）
- ザ・マジックミラー 顔出し！女子大生限定 2枚組8本番！拡大スペシャル！！インタビュー中の素人娘にいきなりデカチン即ハメ！はじめましてで巨根をねじこまれ戸惑う間もなく素人オマ○コの感度は急上昇！激ピストンで本気イキ！！ 4 in池袋（1月7日、ディープス）
- マジックミラー号 「早漏に悩む男性の暴発改善のお手伝いしてくれませんか?」 専門学校近くで声をかけた心優しい未来の保育士&ナースが敏感チ♥ポを励まし互いに何度も気持ちよくなる連続射精SEX!! 10 超豪華版!! 撮り下ろし5名+シリーズ歴代人気美女12名（1月11日、SODクリエイト）
- ローション&泡洗い完備! コスプレオプション付き 本番OK巨乳マットヘルス（1月13日、ワンズファクトリー）
- 『愛し合う夫婦が残したいメモリアルヌードフォト』と題された雑誌の企画と妻を騙し、絶倫チ○ポ男と素肌密着偽撮影会で寝取られ検証!! 旦那よりも若くてカチカチに反り返ったチ○ポがマ○コまで3cmに超接近して奥さん急激欲情!?（1月19日、DOC）※「あいこ」名義
- 貫通ザーメン！暴発パン中手コキ～パンツの中に忍び寄る手淫。下ろさない事で増す羞恥心、比例する感度～（1月19日、SEX Agent）
- 葛飾区本屋店主のわいせつ投稿映像（1月26日、I.B.WORKS）
- 親がいない日、僕は妹とむちゃくちゃSEXした。（1月26日、I.B.WORKS）
- 引きこもりの娘は色白美乳のFカップ! そして無職になったお父さんとの真っ昼間、親子水入らず2人っきりのいやらしい時間!!（1月30日、思春期フィクション）
- 相席居酒屋でナンパした仲良し2人組をお持ち帰り。 コソコソHしていると隣の部屋にいるガードの堅い女友達はヤラせてくれるか 【其の24】（2月1日、変態紳士倶楽部）
- 五●田にある美人揃いで有名なイメクラに盗撮メガネをかけて潜入。手コキだけのお店のはずなのにフェラやパイズリまでしてもらえた理由 2（2月1日、変態紳士倶楽部）
- 彼氏の淡白SEXに満足できず親父のベロベロ濃厚クンニで何度も痙攣絶頂!! イキ過ぎて性欲剥き出しな彼女は遅漏チ○ポをだいしゅきホールド!!（2月2日、DOC）※「れん」名義
- 群馬水上温泉で見つけたEカップ以上の美巨乳のお嬢さん タオル一枚 男湯入ってみませんか? 超羞恥ミッションに全員チャレンジ 合計9発射 男性客のあそこを握っての勃起計測で暴発射精続出!? おかげさまでシリーズ39回記念サンキュースペシャル 総勢70名以上の中から厳選したもう一度見たい美女20名を一挙公開（2月8日、SODクリエイト）※「かなた」名義
- スケベな家族がエッチなゲーム一転知らずに近親相姦 兄(弟)なら姉妹の裸当ててみて!! シリーズ初!姉と妹の間に挟まれた男兄弟が見て、触って、ハメて… 巨乳姉妹丼SP（2月8日、ROCKET）※「長谷川・妹」名義
- 淫乱母娘ナンパ やっぱり親子!恥らいイキまくり!! 7（2月10日、ホットエンターテイメント）
- 「いつでもヤラせてあげるよ」 義姉2人が弟の童貞を奪い合い? ボクに出来た新しい義姉は2人ともめちゃめちゃ可愛くてスタイル抜群!上の姉は清楚で頭が良くとても優しく、下の姉は口は悪いですが、常にエロい格好のとても優しいヤリマンです。ある時ボクが童貞だとわかると、いつでもヤラせてあげるよという下の姉に真面目な上の姉は猛反対。その日からというものボクに対して下の姉のあからさまな誘惑が始まり、このままでは義弟の童貞が下の姉に奪われる!それならいっそ私で卒業した方がまだましと下の姉を出し抜く作戦に!いざ挿入という時、下の姉の邪魔が入りボクの勃起チ○ポを2人の義姉が取り合う展開に!（2月19日、HUnter）
- 人生初めての宅飲み! イケメンの友達が一人暮らしをしているボクの家にカワイイ女の子を2人も連れてきた!ひとりはノリのいいヤリマン女でもうひとりは実は真面目でウブで優しい女の子!しかもタイプと見た目が真逆でギャップ萌え!ヤリマン女子とイケメンの友達がいい感じで盛り上げてくれるので飲み会は超いい雰囲気に!!そして、酔っ払っていい感じになったイケメンとヤリマン女子がイチャイチャしはじめてその場でまさかのエッチ!!目の前の衝撃的な光景にドキドキしているボク。するとドキドキどころかムラムラしていたら、もうひとりのウブな女の子がボクをじっと見つめてきて雰囲気に流されみんなで乱交しちゃいました。（2月19日、お夜食カンパニー）
- 社員旅行で強制温泉混浴させられ宴会でピンクコンパニオンまがいの全裸芸をやらされ最後には全員の前でSEXさせられても「監督になるための試練だぞ、頑張れ」と言われたら結局泣き寝入りするしかないサディスティックヴィレッジの女AD（2月22日、サディスティックヴィレッジ）
- 妹のパンチラ（2月23日、I.B.WORKS）
- うちの娘、家ではブラジャーを着けないので、父としてはちょっと困ってます…（2月27日、思春期.com）※「れん」名義
- 親友の嫁に誘惑されて…（3月1日、グローリークエスト）
- 舐め廻しJ○痴漢 2 耳・首・顔・脇・乳首をしゃぶられ嫌なのにマ○コを濡らすウブ娘6名を発掘!（3月8日、ナチュラルハイ）
- 新 田舎のお嬢様学校の女子○生をさらってレ○プ、射精直前に「お前より可愛い娘を今すぐ電話で呼ばないと中出しするぞ」と脅して友達を連れてこさせてその娘もレ○プ、そして結局全員ナマ中出し!（3月8日、サディスティックヴィレッジ）
- 催眠光線で支配された進学予備校 偏差値高い奴らをどん底へつき落とす屈辱の羞恥SP（3月21日、SODクリエイト）
- レ○プ温泉!混浴に来たカップルの彼女をレ○プ！彼氏の言いなりで他人が居るのに混浴できちゃうドM女に思う存分ペニスをブチ込んだら犯されてるのに腰がクイックイッと反応し始めた!!（3月21日、サディスティックヴィレッジ）
- 地味で奥手な素人娘!! 彼女なら!彼氏のち♡ぽ当ててみろ!! 14 経験人数1人!今彼だけの未開発並び起つ5人棒 彼はどれだ!!（4月1日、はじめ企画）※「せつな」名義
- ボクだけのご奉仕メイド（4月6日、クリスタル映像）
- 連続セルフイラマで強制フル勃起! ボクのクラスの女子はなんとヤった男の数を競い合っている!見た目は清楚なビッチ系女子だ。今日も放課後、女子たちは最近ヤったセックスの話を事細かく語り合っている。それを聞いてしまったボクはちょっと興奮して股間を抑えていたらバレてしまい女子たちがからかってきた。そんな女子たちにボクはあえて「君たちみたいな女子では興奮しない!」と断言!それを聞いて怒った女子たちは、パンツを見せたり、ボディタッチをしてきたりしてボクを誘惑してきた…。「絶対勃起しない!」と心に誓ったボクは見事誘惑に打ち勝ち勃起せず!しかしプライドの許さない女子は「絶対勃起させる!」とチ○ポを無理矢理、奥まで咥えてまさかのセルフイラマ!代わる代わる行われるセルフイラマに当然我慢できず、ノド奥に発射させられてしまった…。口から溢れるヨダレと精子。もうそれを見たら我慢出来ない!笑顔で勝ち誇ったような彼女たちに中出しで反撃!（4月7日、Hunter）
- 川上ゆうにレズテクで勝ったら1000万円（4月12日、ROCKET）※「ひなみ」名義
- 痴女っ娘No.1決定戦 M男くんいじりグランプリ（4月12日、ソフトオンデマンド）
- ムラムラマジックミラー号 ラブホから出てきた顔出しNGカップル限定! 顔隠してマ○コ丸出し!今どきの素人娘は顔さえバレなければ、彼氏のチ○コの感触を堪能する熱い2回戦を見せてくれました!!（4月12日、SODクリエイト）
- SEXの体位のリハーサルで、マ○コをラップでガードして素股をさせられ、狙ったのか偶然なのか、結局挿入されてナマ中出し！それでも「そんなの当たり前だから」と言われ泣き寝入りするしかないサディスティックヴィレッジの女AD 2（4月12日、サディスティックヴィレッジ）
- 新任女教師 ひなみれん マシンバイブ調教×催淫三角木馬×危険日中出し15連発 そのすべてで潮!潮!潮! 28（4月12日、サディスティックヴィレッジ）
- 私立パコパコ女子大学 女子大生とトラックテントで即ハメ旅 07（4月13日、プレステージ）※「せつな」名義
- コスプレ会場で出会った素朴なオタク巨乳むっつりお嬢様 サセ子化性長記録（4月15日、ピーターズ）
- 童貞喪失!がまさかの寸止めストップで素股に格下げ! 『お願いやめて!!ダメダメ!ダメだよお兄ちゃん!それ以上動かしたら本当に挿っちゃうよ!』 でもどさくさ紛れで挿入したら中出しお願いモードに! 突然出来た巨乳過ぎる義理の妹は超可愛くて無防備だからパンチラ、胸チラ、乳首チラは当たり前!そんな状態に童貞のボクは我慢することが出来ずいつもフル勃起!!当然、見つかってしまい『嫌われてしまう』と思ったけど義妹もボクの勃起チ○ポを見るたびにオナニーするほどに興奮していたみたいで我を忘れてチ○ポに貪りついてきた!!…これで童貞喪失できる!!と思ったその矢先に『やっぱりダメ!』とまさかの寸止め!!もちろんここまできて我慢できないボクは『擦り付けるだけでいいから!』と素股をお願い!!そうしたら『擦り付けるだけの約束なら…』と素股OKに!!素股していたら段々と股間が濡れてきて爆濡れ状態!!!調子に乗って腰を動かしたら『ダメダメ!挿っちゃうから止めて』と義妹も気持ちがいいのか腰の動きが激しくなりヌルズボっと生挿入!!しかも気持ち良すぎて我慢できずに中出し!!中出しされた義妹は怒るどころかさらに発情して媚薬が効いているみたいに腰をねじらせイキまくって何度も中出しを要求!!（4月12日、Hunter）
- 白い幻想 娘の性的成長記録（4月19日、禁断の果実）
- 魅惑のおっぱい奴隷 01 巨乳陵辱/快圧パイズリ/巨乳ぶっかけ/巨乳激揺れ中出しセックス（4月20日、MAD）
- SEXの逸材。 VOL.15 ドスケベ素人の衝撃的試し撮り 性癖をこじらせてプレステージに自らやって来た本物素人さん達の顛末。（4月20日、プレステージ）※「ひなみ」名義
- 純朴娘 148cm、素直 無垢 無毛。 ひなちゃん18歳 Gカップ 発育中（4月25日、ビッグモーカル）
- 愛欲濃厚接吻レズビアン 義母と娘 女同士の淫らな遊戯（4月26日、HIBINO）
- 密室で乳首をいじられ失禁イキしながら発情する女子○生2 ～エレベーター、ゴミ捨て場、公衆トイレ、試着室～（4月26日、ナチュラルハイ）
- 街角シロウトナンパ! 上京娘編 （4月27日、プレステージ）※「こより」名義
- クラスでも地味な存在だった学級委員長（5月1日、プラネットプラス）
- ピタパンカフェバイト 勃起チ●ポ擦り付け中出し痴漢（5月7日、アパッチ）
- 隣人の情婦になってしまった妻 5（5月7日、JET映像）
- 満員バスで背後から制服越しにねっとり乳揉み痴漢され腰をクネらせ感じまくる巨乳女子○生4（5月10日、ナチュラルハイ）
- スーツ姿の女性従業員のフェラごっくんが人気のお店 紳士服のふぇらやま vol.2（5月10日、SODクリエイト）
- 超高級おもてなし生本番 巨乳中出し風俗店PREMIUM（5月11日、BAZOOKA）
- いいなりペット巨乳美少女 身長148cm M奴隷願望 つるつるパイパン れん 20歳 Fカップ（5月15日、ケートライブ）
- 乳首いじり文化部レズ痴漢 ～美術部/演劇部/天文部/手芸部～（5月24日、ナチュラルハイ）
- 明るい笑顔!タプタプの胸!ヌキあり!で下半身を癒してくれる銭湯の看板娘（5月24日、SODクリエイト）
- うちの娘、家ではブラジャーを着けないので、父としてはちょっと困ってます…4時間コレクション2 （5月29日、思春期.com）
- 巨乳女医生性交 膣内射精カウンセリング（6月8日、宇宙企画）
- 従兄弟のお兄ちゃんとナイショで近親相姦 生えっち中出し20発（6月8日、REAL）
- 男達の性玩具 黒髪美少女はオナペット れん18歳（6月13日、イノセント）
- 絶対に手を出してはいけない相手を夜這いしちゃった俺11（6月21日、アキノリ）
- J○ささやき淫語FUCK vol.3（7月6日、OFFICE K'S）
- 女王様調教志願 ドMレズビアンカップル（7月7日、ビビアン）
- ヤリチンの友達と可愛い女の子のエッチを覗いていたら…!? ヤリチンの友達の自宅に招かれたボクは、なぜかクローゼットに隠れるように言われ…。すると可愛い女の子がやって来て、突然エッチが始まった!?さらに女の子に目隠しをしたヤリチンの友達から「俺の代わりにヤッちゃえよ!」と悪魔の囁き!!焦らされた女の子はボクと知らずにチ○ポを欲しがり始めた!?絶対バレるはずなのに、疑うより快感が勝り女の子はイキまくり!!まさかの3Pにも発展してしまいました!!（7月7日、お夜食カンパニー）
- 素人爆乳ナンパ もみもみGet You! げっちゅ〜 ＃006（7月7日、桃太郎映像出版）
- 『こんなお母さんでよかったら何回でも中に出してね』親父が再婚した義母は神対応の巨乳美女!クソ真面目で超優しくて責任感が強すぎる義母はボクのスケベなお願いも聞いてくれセックスの練習相手に!親父のフニャチンが不満と発覚し自らチ○ポを求めて中出しOKしてくれた（7月7日、ヴィーナス）
- あの日からずっと…。 緊縛調教中出しされる制服美少女（7月13日、無垢）
- いっぱいビンタされたい貴方のためのラブラブビンタ（7月20日、OFFICE K'S）
- 【ゲス勃起】親友の彼女をハメ撮りNTR バレないように撮影したSEX投稿ビデオ2（7月26日、アキノリ）※「れん」名義
- マジックミラー号 脱いだらドスケベボディの地味娘がワキ全開の羽交い絞めバックでアヘヨガリ絶頂! 姿勢矯正の巨根ガン突きピストンで全身ピクピク&イッてイッて背筋ピーンっ!!!（7月26日、SODクリエイト）※「なおみ」名義
- 女子○生の野ション尻に我慢できず媚薬を塗ったチ○ポで即ハメ！逃げても消えぬ催淫効果で発情オナニーが止まらない（8月9日、ナチュラルハイ）
- マイクロビキニでドキッ! 巨乳20人! 水泳大会2018（8月9日、ROCKET）
- ウェット&メッシー（WAM）銃 AV女優サバイバルゲーム（8月9日、ROCKET）
- 巨乳ミニマム妹 低身長148cm 巨乳Fカップ88cm（8月14日、ケートライブ ）
- ゲスの極み映像 田舎娘10人目（8月17日、フルセイル）
- 巨乳20人！水泳大会の裏側でド痴女エロドッキリ大作戦（8月23日、ROCKET）
- 山形で知る人ぞ知る清楚な見た目してトンデモ小悪魔なロリ顔巨乳の痴女学生に会いに行って来たよよ。（9月27日、FIRST STAR）※「蓮」名義
- 陰キャM少女と野外身籠り合宿（10月7日、山と空）※「H・R」名義
- クラスのすみっコにいる地味女生徒の正体は小悪魔な痴女でした。（11月1日、キチックス）
- 寝ている僕の無防備ふにゃチンをもてあそび大勃起！何度も見ている内に馬乗り騎乗位で求めてきた発情姉（11月9日、BAZOOKA）

#### 「赤渕蓮」名義
2019年
- 「私キツマンだから何回中出ししても精子出てこないよ?」絶倫男と禁断SEX!!10発目で急に発情!!大量精子がドロリ!!体液まみれのおかわりSEX!!（1月11日、ケイ・エム・プロデュース/BAZOOKA）
- 彼女が制服に着替えたら。 04（2月15日、プレステージ）
- 家庭教師が巨乳受験生にした事の全記録（2月21日、グローリークエスト）
- 小悪魔ロリビッチとL系女子レズビアン ～身長差30cm!!性欲もカラダもLLサイズ～（3月1日、U&K）
- 常にべろチュウメンズエステ 2（3月7日、アイエナジー）
- 初めてのうんち。平成最後の美少女脱糞。（3月25日、ダスッ!）
- レズ回春エステサロン ～秘技!女性ホルモン活性ペニバンコース!!～（4月1日、U&K）
- 【ドール系美少女限定!】 声我慢!動き我慢! 制限時間ラブドール愛好家たちにバレずに過ごせるのか!?（4月25日、SODクリエイト）
- 初塗糞!優等生 緊縛スカトロ調教（4月25日、OPERA）
- M男の人間的価値を徹底的に否定する赤渕蓮女王様コレクション上巻（4月27日、RASH）
- M男の人間的価値を徹底的に否定する赤渕蓮女王様コレクション下巻（4月27日、RASH）
- 新人メイド浣腸お仕置きクラブ（5月7日、シネマジック）
- 超高級巨乳スカトロソープ（5月25日、OPERA）
- ブリーフの穴から引っ張り出した竿を喉奥に含んだまま亀頭を舌でかき混ぜ続ける最強に気持ちいいフェラチオ（5月25日、アロマ企画）
- ドSコスプレイヤー中出しスカトロ凌辱（6月25日、OPERA）
- 恥じらいの奥の快感（7月1日、S-Cute）
- 肛悦の門（8月7日、アタッカーズ）

### VR

#### 「ひなみれん」名義
2017年
- 兄妹（11月1日、ダスッ!）
- 天然美乳 弄りまくり 生中出しSEX オッパイ星人特化系VR（11月26日、ブイワンVR）
- 裏クチコミ評価5のビジネスホテル 〜巨乳マッサージ師達とまさかのエロ展開〜（12月8日、CASANOVA）
- 仮想現実ライブチャット れんちゃんログイン中（12月22日、CASANOVA)

2018年
- 両親がいない日、7年ぶりに妹とお風呂に入ったら…（1月5日、ワープエンタテインメント）
- 思春期女子の実態（1月12日、CASANOVA）
- ひなみれんの美○ンにブチ込め!! Fカップ美乳揉み揺らしSEX（1月27日、ブイワンVR）
- 妹と禁断エロ展開（2月23日、CASANOVA）
- ラブイチャVR 超美乳彼女（2月24日、ブイワンVR）
- ボクのことを好き過ぎるご奉仕メイドとのなんともうらやましい日常。（3月10日、CRYSTAL VR）
- 長尺155分 家族で男は僕ひとり! 「4人姉妹と連続セックス朝生活」（4月6日、SODVR）

#### 「赤渕蓮」名義
2019年
- 超ドS彼女の糞尿スカトロFUCK（5月24日、OPERA）

### イメージDVD
- ポチくりっく!（2017年12月22日、スパイスビジュアル）※「飯豊萌映」名義